# Gordon Bell
Chester Gordon Bell (Kirksville, 19 augustus 1934 — Coronado, 17 mei 2024) was een Amerikaanse computeringenieur en manager. Hij werkte in de jaren zestig bij DEC, waar hij verschillende computers uit de PDP-serie ontwikkelde en er in de jaren zeventig de VAX-ontwikkeling leidde. Hij wordt beschouwd als de "vader van de minicomputer".

## Biografie
Bell groeide op in Kirksville (Missouri), waar hij al vroeg hielp in het familiebedrijf met het installeren van elektrische installaties en het repareren van elektrische toestellen. Hij studeerde elektrotechniek aan het Massachusetts Institute of Technology (MIT) waar hij in 1957 zijn masterdiploma behaalde. Vervolgens trok hij met een Fullbright-beurs naar Australië waar hij informatica doceerde aan de Universiteit van New South Wales. Daarna keerde hij terug naar het MIT om er aan de slag te gaan in het Speech Computation Laboratory.
In 1960 stapte hij over naar het nieuw opgerichte computerbedrijf DEC. Hij ontwikkelde er het input/output-systeem van de PDP-1 en was destijds een van de belangrijkste architecten van onder meer de PDP-4 en PDP-6. In 1966 ging hij naar de Carnegie Mellon Universiteit om computerwetenschappen te doceren. In 1972 keerde hij terug naar DEC als Vice President of Engineering en leidde de VAX-ontwikkeling. Hij verliet DEC in 1983 na een hartaanval. Daarna werd hij medeoprichter van enkele start-ups waaronder Encore Computer, een bedrijf dat pionier was op het vlak van multiprocessor systemen met gedeeld geheugen. 
In de jaren tachtig was hij adviseur voor verschillende organisaties en bedrijven. Zo richtte hij in 1986 onder meer het Computing and Information Science and Engineering Directorate (CISE) van de National Science Foundation (NSF) op. In 1987 werd op zijn initiatief de Gordon Bell Prize voor parallelle computerontwikkeling ingesteld (beheerd door de ACM en IEEE). In 1991 werd hij consultant bij Microsoft en vanaf 1995 senior wetenschapper bij Microsoft Research.
Hij was fellow van de IEEE (1974), lid van de National Academy of Engineering (1977), fellow van de American Association for the Advancement of Science (1983), ACM (1994), American Academy of Arts and Sciences (1994), lid van de National Academy of Sciences (2007) en fellow van de Australian Academy of Technological Sciences and Engineering (2009).
Samen met zijn vrouw Gwen Bell was hij in 1979 medeoprichter van het computermuseum in Boston, dat 1999 zijn deuren sloot. Een deel van de exposities ging naar het Boston Museum of Science en een deel naar het Computer History Museum in Mountain View (Californië), opgericht in 1996. In 2003 werd hij benoemd tot fellow van het Computer History Museum "vanwege zijn sleutelrol in de minicomputerrevolutie en voor zijn bijdragen als computerarchitect en ondernemer".
Gordon Bell stierf in mei 2024 in Coronado (Californië) op 89-jarige leeftijd.

## Onderscheidingen en prijzen
- 1975: W. Wallace McDowell Award[10]
- 1991: National Medal of Technology[11]
- 1992: IEEE John von Neumann Medal (voor de eerste keer uitgereikt)[12]
- 1993: Eredoctoraat aan het Worcester Polytechnic Institute
- 2010: Eredoctoraat aan de Carnegie Mellon University
- 2014: Seymour Cray Computer Engineering Award[13]

## Boeken
- Bell, C. Gordon, Newell, Allen (1971). Computer Structures: Readings and Examples. McGraw-Hill. ISBN 0-07-004357-4.
- Bell, C. Gordon, Mudge, J. Craig, McNamara, John E. (1978). Computer engineering: a DEC view of hardware system design (). Digital Press. ISBN 0-932376-00-2.
- Siewiorek, Daniel P, Bell, C. Gordon, Newell, Allen (1982). Computer Structures: Principles and Examples. McGraw-Hill. ISBN 0-07-057302-6.
- Bell, C. Gordon, McNamara, John E. (1991). High Tech Ventures: The Guide for Entrepreneurial Success (). Basic Books. ISBN 0-201-56321-5.
- Bell, C. Gordon, Gemmell, Jim (2009). Total Recall: How the E-Memory Revolution will Change Everything. Dutton. ISBN 978-0-525-95134-6.
- Bell, C. Gordon, Gemmell Jim (2010). Your Life Uploaded: The Digital Way to Better Memory, Health, and Productivity. Plume. ISBN 978-0-452-29656-5.